# 상생방송
상생방송(相生放送, 영어: Sangsaeng Television Broadcasting)은 2007년 3월 19일에 개국한 대한민국의 케이블 방송국이다. 증산도에서 운영한다. 본사는 대전광역시 대덕구 중리동에 있다.

## 연혁
- 1998년 7월 한국 위성(KT) 송출
- 2000년 12월 인터넷방송 송출
- 2001년 10월 증산도미디어 출범
- 2002년 6월 월드컵 행사 지원(대전, 논산, 부산 등)
- 2002년 11월 스튜디오,종합편집실 등 1차Digi-βSystem구축
- 2002년 12월 대형 공개홀(2,800석 규모) 개관
- 2003년 1월 시험 제작
- 2003년 6월 2002한일월드컵 1주년 기념 콘서트 지원(대전광역시, TJB대전방송)
- 2005년 7월 STB상생방송 법인 출범
- 2005년 10월 방송채널사용사업자(PP) 등록
- 2006년 1월 가상스튜디오, 종합편집실 등 2차 Digi-Beta System 구축
- 2006년 5월 방송중계차(SD급) 도입 Digi-Beta 6Line
- 2006년 10월 광주 국제문화창의산업전 참가
- 2006년 12월 시험방송
- 2007년 3월 STB상생방송 본방송 송출
- 2008년 1월 증산도 미디어에서 STB 미디어로 상호 변경
- 2010년 5월 한국방송통신전파진흥원 제작지원 선정
- 2010년 5월 HD Camera, Non Linear Editing System 등 HD제작 기반 구축
- 2011년 IPTV 3사(KT, SK, LG) 송출
- 2011년 스카이라이프 위성방송 송출
- 2011년 12월 STB상생방송 HD방송 시작
- 2012년 전국 1,500만 가입자 송출
- 2013년 전국 1,700만 가입자 송출
- 2014년 2차 HD장치 구축

## 같이 보기
- KBS 제1라디오
- KBS 제2라디오
- EBS FM
- MBC FM4U
- CBS 음악FM
- BBS FM
- TBS FM
- YTN
- 시민방송
- 방송대학TV